# Peter Bondra
Peter Bondra (Luck, 1968. február 7. –) szlovák válogatott jégkorongozó. Profi karrierje 1986 és 2007 között tartott. Ebben az időszakban több csapatban is játszott. Karrierje legjobb időszaka 1990 és 2004 között volt, mivel ekkor az NHL-ben szereplő Washington Capitals csapatának kulcsembere volt. Az NHL legjobb támadói között volt nyilvántartva. Ezt az is jelzi, hogy ő lett a liga történetének 37. játékosa akinek sikerült elérnie az 500 gólt. A fővárosiakon kívül még három NHL-ben szereplő csapat tagja volt. Karrierjét a Chicago Blackhawks csapatában fejezte be 2007-ben. A több kisebb siker ellenére az NHL-ben eltöltött 16 szezonja során egyszer sem sikerült megnyernie csapatával a Stanley-kupát. Viszont kétszer is elnyerte az NHL-ben a gólkirályi címet és a ligában 5-ször szavazták be az All Star-csapatba.
A szlovák válogatottban 1993-ban mutatkozott be először az 1994-es téli olimpia egyik selejtezőmérkőzésén. Több nagy tornán is részt vett a válogatottal és fontos tagja volt a 2002-ben világbajnokságot nyert csapatnak is. Visszavonulása után 2007 és 2011 között a válogatott igazgatója volt.

## Gyermekkor
Peter Bondra 1968. február 7-én született a szovjet Luck városában (ma Ukrajna). Egészen hároméves koráig élt itt a családjával, ekkor költöztek vissza Csehszlovákiába. Édesapja az egész családjával a jobb munka reményében, még 1947-ben költözött ki a mai Ukrajna területére. Itt ismerkedett meg Peter édesanyjával Nadeždaval aki lengyel származású volt. Három fiuk – Vladimír, Juraj és Peter – született. 1971-ben költöztek vissza Csehszlovákiába, pontosabban Poprádra. Ezek után Peter egy alkalommal – tízévesen – látogatta meg a várost ahol született. Szülei soha nem kérvényezték a csehszlovák állampolgárságot Peternek azért, hogy ne kelljen bevonulnia katonának. 1982-ben édesapja egy későn észrevett vakbélgyulladásban hunyt el és édesanyja is ugyanebben az évben távozott.

## Karrierje

### Csehszlovák Extraliga
Bondra az ŠKP Poprad csapatánál nevelkedett profi jégkorongozóvá. Az 1985/86-os szezonban még ennek a csapatnak volt a játékosa. A szezon után aztán átigazolt a HC Košice csapatához, akik a Csehszlovák Extraligában voltak jelen. Az 1986/87-es szezonban már itt játszott és azonnal fontos játékosa lett a csapatának. A következő szezonban még jobb teljesítményt nyújtott, ami nagyban hozzásegítette a kassai csapatot történetük második bajnoki címének megnyeréséhez. Egy mérkőzés híján mindegyiken pályára lépett. A következő idényben is meghatározó játékosa volt csapatának, a címvédés viszont nem sikerült. Az 1988/89-es idényben az ötödik helyen végeztek és ez volt Bondra utolsó szezonja a kassai csapatnál. Olyan meghatározó játékosa lett a klubjának, hogy, a szezon befejezése után több klub is szemet vetett rá. Végül az NHL-ben szereplő Washington Capitals csapatához szerződött.

### NHL

#### Washington Capitals
1990-ben az NHL-drafton a Washington Capitals választotta őt ki a draft 8. körének a 156. helyén. Bondra összesen 14 egymás utáni szezont játszott a fővárosi csapatnál. Bár ezen időszak alatt egyszer sem sikerült elnyernie csapatával a Stanley-kupát, ennek ellenére évről évre nagyon jó teljesítményt nyújtott és ő lett a Capitals egyik legjobb játékosa. Ezek mellett az 1990-es években ő volt az NHL egyik legtermékenyebb góllövője is. Ennek eredményeképpen két szezont is – 1994/95 és 1997/98 (Teemu Selänne-val együtt) – az NHL gólkirályaként zárt. 1994 február 5-én a Tampa Bay Lightning csapata ellen 5 gólt szerzett, ebből 4-et nem egész 260 másodpercen belül. A fővárosi csapatban még ma is több rekordot tart: eddig elért legtöbb pont (827), legtöbb gól (472), emberelőnyben szerzett gól (127), mesterhármas (19), mérkőzést eldöntő győztes találat (73),... Karrierje csúcspontja az 1997/98-as szezonban volt. Ekkor voltak a legközelebb a liga megnyeréséhez. A döntőbe is bejutottak de ott végül 0:4-es összesítéssel (1:2, 4:5, 1:2, 1:4) kikaptak a végső győztes, Detroit Red Wings csapatától. A 14 szezonban lejátszott 961 mérkőzés után végül a 2003/2004-es szezon alatt el kellett hagynia a fővárosi csapatot. A Capitals-nak pénzügyi problémái voltak és ezért el kellett adniuk a legdrágább játékosaikat. Köztük volt Bondra is, aki évente 4,5 millió dollárt keresett. A szezon további részében az Ottawa Senators csapatában játszott.
A következő szezonban több világsztárral együtt Európában folytatta karrierjét. Ezt azért kellett megcsinálniuk mivel a 2004/2005-ös szezon az NHL-ben egy nagyobb játékossztrájk miatt elmaradt. Bondra a Szlovák Extraligában szereplő HK Poprad csapatához tért vissza. A 2004/2005-ös szezonban itt lépett pályára pár mérkőzésen. A következő szezonban viszont ismét visszatért az NHL-be.

#### Atlanta Thrashers
Miután a 2005/2006-os szezon előtt visszatért az NHL-be, szabadon igazolható játékosként az Atlanta Thrashers csapatához szerződött évi 505 ezer dolláros fizetésért. Idén az atlantai együttesnél együtt játszott válogatottbeli csapattársával, Marián Hossával. Összesen 60 mérkőzést játszott a szezonban. Nem sikerült túl jól a szezon mivel az alapszakaszból nem sikerült továbbjutniuk.

#### Chicago Blackhawks
A szezon végeztével ismét szabadon igazolható játékossá vált. Egészen 2006 december 10-ig kellett várnia amíg sikerült egy új klubbal szerződést kötnie. Ez az új klub a Chicago Blackhawks csapata lett. Első mérkőzésén a St. Louis Blues csapata ellen azonnal eredményes volt. De a karrierje talán legfontosabb mérkőzése 2006 december 22-én jött el. Ekkor Kanadában, a Toronto Maple Leafs ellen játszottak. Ezen a mérkőzésen ütötte be az 500. gólját az NHL-ben. Így a liga történetében ő lett a 37. játékos akinek ez sikerült, az 5. európai játékos és a 2. szlovák jégkorongozó. A chicagoi csapatból pedig rajta kívül csak Bobby Hullnak, Michel Gouletnak és Stan Mikitának sikerült ugyanez. Bondra-n kívül Stan Mikita volt az egyetlen a szlovák jégkorongozók közül aki elérte ezt a határt. Peter Bondra-nak ahhoz, hogy ezt elérje, a 16 szezon alatt 1 050 mérkőzésre volt szüksége.
Viszont pár nappal később, december 29-én a Boston Bruins elleni mérkőzésen összeütközött az ellenfél játékosával, Brad Stuartal. Az itt elszenvedett sérülés kihatott az egész szezonjára. Sok mérkőzést ki kellett hagynia és több mérkőzésen csak kis időkre tudott beállni, hogy erősítse csapatát. Lehet, hogy ez is közrejátszott abban, hogy az alapszakaszt a csoportjuk utolsó helyén fejezték be. Ezen sérülés miatt még a 2007-es Világbajnokságot is ki kellett hagynia.
Végül 2007. október 29-én Pozsonyban bejelentette a visszavonulását. Ezek után a szlovák válogatott igazgatója lett.

## Statisztika
Peter Bondra profi karrierjének statisztikája:
| 1986–1987 | TJ VSŽ Košice           | CSSR | 32   | 4   | 5   | 9   | 24  | —   | —  | —  | —  | —  | —  |
| 1987–1988 | TJ VSŽ Košice           | CSSR | 45   | 27  | 11  | 38  | 20  | —   | —  | —  | —  | —  | —  |
| 1988–1989 | TJ VSŽ Košice           | CSSR | 40   | 30  | 10  | 40  | 20  | —   | —  | —  | —  | —  | —  |
| 1989–1990 | TJ VSŽ Košice           | CSSR | 49   | 36  | 19  | 55  | —   | —   | —  | —  | —  | —  | —  |
| 1990–1991 | Washington Capitals     | NHL  | 54   | 12  | 16  | 28  | 47  | -10 | 4  | 0  | 1  | 1  | 2  |
| 1991–1992 | Washington Capitals     | NHL  | 71   | 28  | 28  | 56  | 42  | +16 | 7  | 6  | 2  | 8  | 4  |
| 1992–1993 | Washington Capitals     | NHL  | 83   | 37  | 48  | 85  | 70  | +8  | 6  | 0  | 6  | 6  | 0  |
| 1993–1994 | Washington Capitals     | NHL  | 69   | 24  | 19  | 43  | 40  | +22 | 9  | 2  | 4  | 6  | 4  |
| 1994–1995 | Washington Capitals     | NHL  | 47   | 34  | 9   | 43  | 24  | +9  | 7  | 5  | 3  | 8  | 10 |
| 1995–1996 | Washington Capitals     | NHL  | 67   | 52  | 28  | 80  | 40  | +18 | 6  | 3  | 2  | 5  | 8  |
| 1995–1996 | Detroit Vipers          | IHL  | 7    | 8   | 1   | 9   | 0   | —   | —  | —  | —  | —  | —  |
| 1996–1997 | Washington Capitals     | NHL  | 77   | 46  | 31  | 77  | 72  | +7  | —  | —  | —  | —  | —  |
| 1997–1998 | Washington Capitals     | NHL  | 76   | 52  | 26  | 78  | 44  | +14 | 17 | 7  | 5  | 12 | 12 |
| 1998–1999 | Washington Capitals     | NHL  | 66   | 31  | 24  | 55  | 56  | -1  | —  | —  | —  | —  | —  |
| 1999–2000 | Washington Capitals     | NHL  | 62   | 21  | 17  | 38  | 30  | +5  | 5  | 1  | 1  | 2  | 4  |
| 2000–2001 | Washington Capitals     | NHL  | 82   | 45  | 36  | 81  | 60  | +8  | 6  | 2  | 0  | 2  | 2  |
| 2001–2002 | Washington Capitals     | NHL  | 77   | 39  | 31  | 70  | 80  | -2  | —  | —  | —  | —  | —  |
| 2002–2003 | Washington Capitals     | NHL  | 76   | 30  | 26  | 56  | 52  | -3  | 6  | 4  | 2  | 6  | 8  |
| 2003–2004 | Washington Capitals     | NHL  | 54   | 21  | 14  | 35  | 22  | -17 | —  | —  | —  | —  | —  |
| 2003–2004 | Ottawa Senators         | NHL  | 23   | 5   | 9   | 14  | 16  | +1  | 7  | 0  | 0  | 0  | 6  |
| 2004–2005 | HK ŠKP Poprad           | SVK  | 6    | 4   | 2   | 6   | 4   | —   | —  | —  | —  | —  | —  |
| 2005–2006 | Atlanta Thrashers       | NHL  | 60   | 21  | 18  | 39  | 40  | -3  | —  | —  | —  | —  | —  |
| 2006–2007 | Chicago Blackhawks      | NHL  | 37   | 5   | 9   | 14  | 14  | +2  | —  | —  | —  | —  | —  |
|           | Csehszlovák összesített |      | 151  | 93  | 45  | 138 | 64  | —   | 20 | 11 | 3  | 14 | —  |
|           | NHL összesített         |      | 1081 | 503 | 389 | 892 | 749 | +74 | 80 | 30 | 26 | 56 | 60 |

RÖVIDÍTÉSEK:
"Mk.": lejátszott mérkőzések száma

"G": gólok száma

"Gp": gólpasszok száma

"Ptk": a ponttáblázatban elért pontjainak a száma (gólok+gólpasszok)

"B": a szezonban elvégzett büntetők száma

## Válogatott
Bondra 1993-ban mutatkozott be életében először a szlovák válogatottban. A debütálása az 1994-es téli olimpia egyik selejtezőmérkőzésére esett. Azért tudta kiharcolni válogatottbeli szereplését ekkor, mivel 1993 nyarán, kicsivel a selejtezőmérkőzések elkezdése előtt sikerült megkapnia a szlovák állampolgárságot. Sikerült bejutniuk az olimpiára, viszont Bondra ezen nem vehetett részt. Nem vehetett részt mivel az NHL-ben játszott és ekkor még profi sportolók nem vehettek rész az olimpiákon. Ezek után egészen 2007-ig biztos tagja volt hazája válogatottjának. Karrierje során több nemzetközi eseményen szerepelt válogatottban. Ezek a következők voltak: 2002-es és 2003-as Világbajnokságon, 1998-as és 2006-os téli olimpián. Karrierje során összesen 47 válogatottbeli mérkőzést játszott és ezeken összesen 35 alkalommal volt eredményes. Végül 2007-ben vonult vissza és egészen 2011-ig a válogatott igazgatója volt.

### 2002-es világbajnokság
Bondra a 2002-ben, Svédországban megrendezett Világbajnokságon érte el karrierje csúcspontját mivel itt sikerült megnyerniük az aranyérmet. A torna döntőjében Oroszország ellen játszottak melyet végül 4:3-ra meg is nyertek. Egy perc 20 másodperccel a rendes játékidő befejezése előtt még 3:3 volt az állás és ekkor Žigmund Pálffy passza után Bondra beütötte a mindent eldöntő gólt. Az egész tornán ő lett csapata és a torna legjobb góllövője mivel 44 próbálkozásából 7 alkalommal sikerült gólt ütnie. Ezek mellett bekerült a torna All Star-csapatába is.

## Sikerek

### HC Košice
- Bajnoki cím (1x): 1988

### Válogatott
- 2002-es világbajnokság: aranyérem
- 2003-as világbajnokság: bronzérem
- 2006-os téli olimpia: 5. hely

### Egyéni[6]
- NHL-gólkirály (2x): 1995, 1998
- All Star-csapat tagja (5x): 1993, 1996, 1997, 1998, 1999